# E136
E136 eller Europaväg 136 är en 210 kilometer lång europaväg som går mellan Ålesund i Møre og Romsdal fylke och Dombås i Innlandet fylke i Norge.

## Sträckning
Ålesund - Åndalsnes - Dombås.
Den möter E6 i Dombås och E39 i Ålesund.
Se E134 för info om klassificeringen av tresiffriga europavägnummer som börjar på 1.

## Standard
Vägen är landsväg hela sträckan, och har normal norsk bredd, ca 7-8 meter, dvs två normala körfält på 3,5 meter utan eller med smal vägren, förutom på några korta sträckor i Rauma kommun där den är smalare. Den är oftast inte lika krokig som E39 och E134. Vissa vägkartor ritar den som motortrafikled utanför Ålesund, vilket den inte är skyltad som även om standarden där nästan är sådan. Den kan ha varit det tidigare. Vägen har sammanlagt 13,6 kilometer tunnel, den längsta på 6,6 kilometer (avser 2016). Bron över Tresfjorden är 1,2 kilometer lång.

## Historia
Med sina 642 meter över havet har vägen den klart lägsta passhöjden av alla fjällövergångar mellan Vestlandet och Østlandet och antas haft stor betydelse sedan årtusenden tillbaka. År 1844 ska vägen mellan Åndalsnes och Dombås byggts så att den blev körbar i sin helhet med häst och vagn. Innan dess fick man rida på en ridstig. Vägen längs fjorden blev klar 1945. Det fanns bilfärja 1921-1945. Vägen mellan Ålesund och Vestnes fanns på 1700-talet.
Europavägar infördes i Norge 1965. Vägen hette E69 före 1992 då nästan alla europavägsnummer i Norge gjordes om (i flera andra länder i övriga Europa något tidigare). Det fanns inte plats för ett tvåsiffrigt nummer på denna väg i det nya systemet, så den fick numret riksväg 9. Från slutet av 1990-talet återfick den europavägsstatus, då med det tresiffriga numret E136.

## Bilder

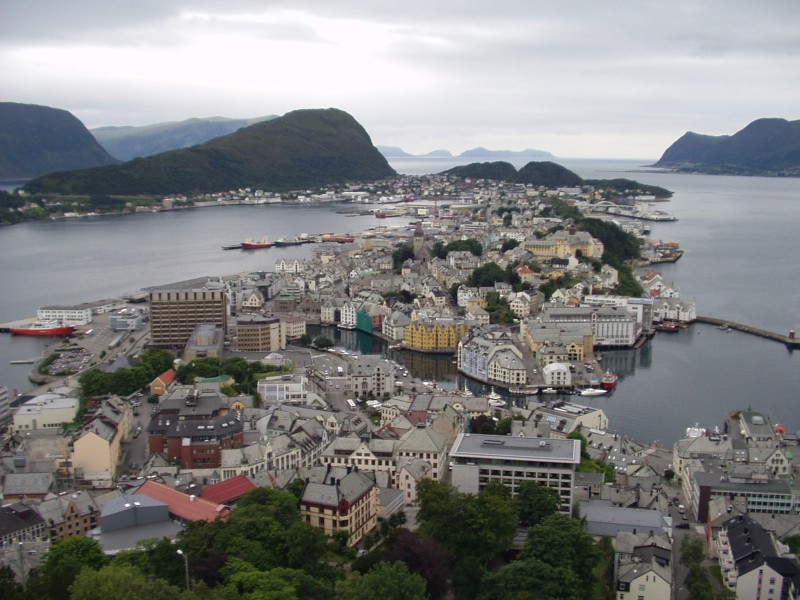
Ålesund.
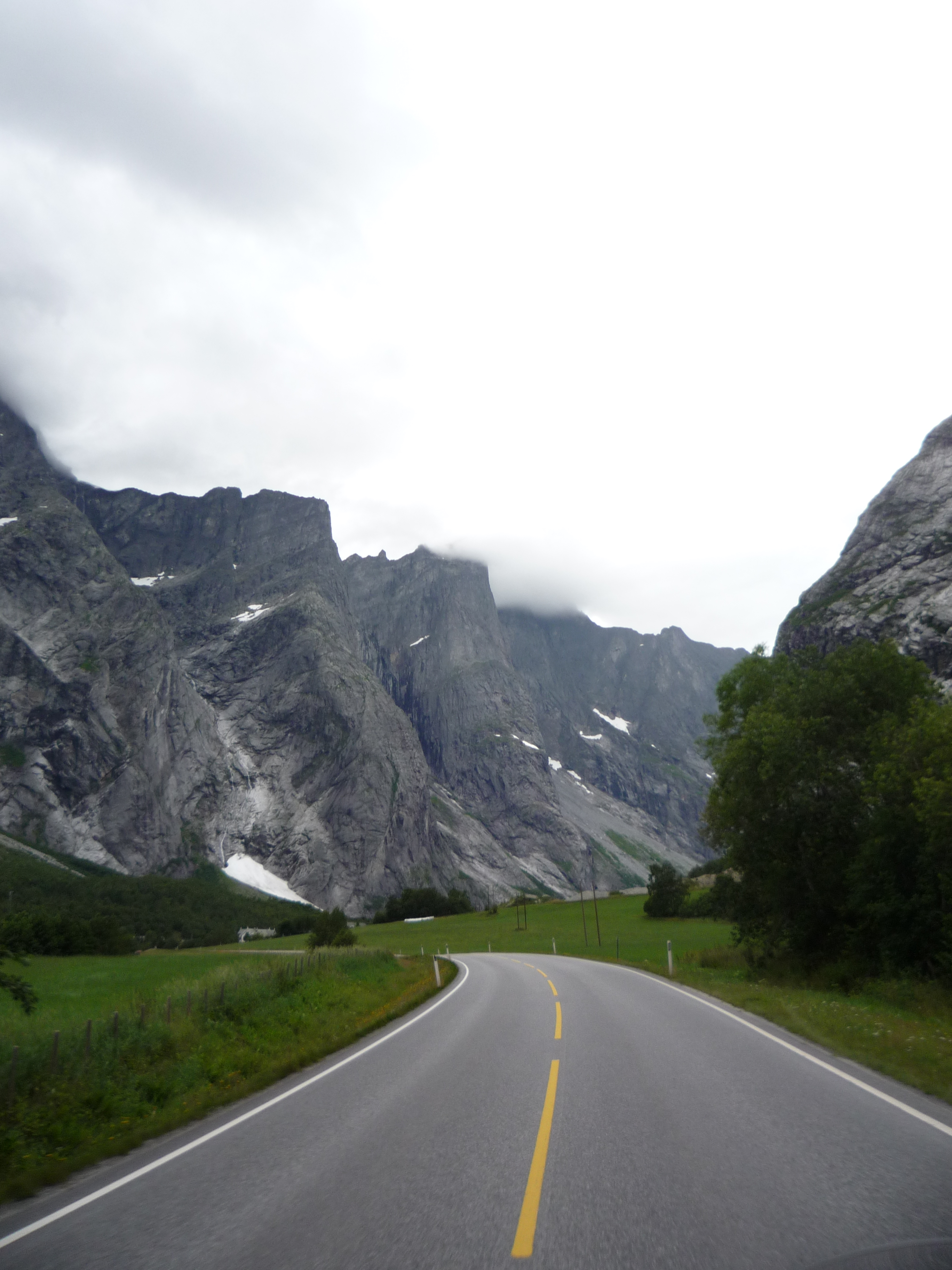
Romsdalen.